# Rue Paul-Henri-Grauwin
La rue Paul-Henri-Grauwin est une voie située dans le 12e arrondissement de Paris, en France.

## Origine du nom
Elle porte le nom du médecin militaire français, Paul-Henri Grauwin (1914-1989), qui s'est illustré à la bataille de Điện Biên Phủ durant la guerre d'Indochine.

## Historique
La voie est créée dans le cadre de l'aménagement de la ZAC de Chalon (îlot Chalon), en englobant un tronçon de la rue Jean-Bouton et du passage Brunoy débouchant sur le passage Raguinot, et prend sa dénomination actuelle par arrêté municipal du 18 juillet 1995.